# Angelo Moratti (imprenditore 1963)
Angelo Moratti (Milano, 9 agosto 1963) è un imprenditore e dirigente d'azienda italiano.

## Biografia
Angelo è figlio dell’imprenditore Gian Marco Moratti e della giornalista e scrittrice Lina Sotis;  fratello di Francesca, e di Gabriele e Gilda, questi ultimi figli del padre e di Letizia Brichetto Moratti.
Negli anni '70 è stato vittima di un rapimento subito sventato dalla polizia a seguito del quale il padre ha deciso di inviare i figli prima a Lugano e poi in un collegio in Svizzera. Dato che riteneva non sufficiente la disciplina, ha poi inviato Angelo in un college militare in Inghilterra.
Ha così frequentato l'Haileybury College a Hertford, in Inghilterra, e completato un executive program in Business e Administration presso la Columbia University di New York.
È stato sposato con Roberta Armani dal 1997 al 2007.
Dal 2016 è sposato con Nadia Aldridge, attrice e modella, con cui ha tre figli: Adam (figlio di una precedente relazione di Nadia) Grace e Gian Marco.

## Carriera
Dal 1995 al 2013, è membro del Consiglio di amministrazione del Football Club Internazionale Milano, squadra di proprietà della famiglia Moratti dal 1955 al 1968 e dal 1995 al 2015.
Nel 1996, fonda la società di telecomunicazione E-planet, poi quotata in borsa nel 2000. Nello stesso anno fonda anche Sarlux, compagnia energetica di cui sarà presidente fino al 2002.
Dal 2000 al 2005 è stato presidente dell'Associazione Amici del Centro Dino Ferrari, associazione di sostegno alla ricerca sulle malattie neurologiche e neurodegenerative, fondata da Enzo Ferrari in memoria del figlio Dino.
Dal 2001, collabora con Warren Buffett per supportarlo nell'esplorare nuove opportunità di business in Europa.
Dal 2003 al 2008, è consigliere di amministrazione della Pallacanestro Olimpia Milano.
Dal 2003, è attivo in Special Olympics: presidente di Special Olympics Italia dal 2005 al 2012 e dal 2018 ad oggi, membro del Consiglio di Amministrazione di Special Olympics International di cui è Vicepresidente dal 2016 e membro del Comitato Esecutivo.
Nel 2006, guida la quotazione alla Borsa di Milano della compagnia petrolifera ed energetica Saras S.p.A., fondata nel 1962 dal nonno Angelo Moratti. 
Nel 2007 fonda la società di investimenti Angel Lab, poi rinominata Angel Capital Management, di cui è ad oggi presidente.
Dal 2016, collabora con Howard Schultz per implementare la strategia di ingresso ed espansione di Starbucks nel mercato italiano, che culminerà con l’apertura nel 2018 della prima Roastery a Milano. Attraverso Angel Capital Management, investe insieme a Starbucks nella catena di panetterie Princi, per il suo progetto di espansione a livello internazionale.
Nel 2017 fonda Milano Investment Partners SGR, fondo di venture capital di cui è tutt’oggi presidente.
Fa parte, dal 2020, dello Steering Board di E4Impact, organizzazione che ha l’obbiettivo di formare imprenditori nei paesi in via di sviluppo per sostenere l’avvio e la crescita delle loro attività.
È anche membro del Global Leadership Circle di ONE movimento globale per la lotta alla povertà nei paesi in via di sviluppo, per il quale si è occupato dell’interazione con le istituzioni italiane.